# Petaku
Petaku (nep. पेड्कु) – gaun wikas samiti w środkowej części Nepalu  w strefie Bagmati w dystrykcie Sindhupalchowk. Według nepalskiego spisu powszechnego z 2001 roku liczył on 407 gospodarstw domowych i 1927 mieszkańców (1002 kobiet i 925 mężczyzn).